# Silver Jews
Silver Jews est un groupe de rock indépendant originaire de New York, formé en 1989 par David Berman, Stephen Malkmus et Bob Nastanovich et dissous en 2009.

## Histoire
Il s'agit à l'origine d'un projet artistique du groupe Pavement, fondé en même temps que celui-ci. David Berman poursuit l'aventure et est rejoint par son épouse Cassie Berman en 2001.
En 2005, le groupe fait sa première tournée après la sortie de Tanglewood Numbers, tournée qui mène ses membres dans toute l'Amérique du Nord, en Europe et en Israël (2006) où est tournée le documentaire Silver Jew (en) (2007).
Le 22 janvier 2009, David Berman annonce la dissolution du groupe et son dernier concert pour le 31 janvier 2009 (15 heures) dans les Cumberland Caverns (en) de McMinnville (Tennessee). 300 billets d'admission sont alors vendus. Devant initialement être diffusé en direct sur WSM AM (en), Berman casse le contrat à la dernière minute. Le concert est alors filmé mais, jusqu'alors, le DVD prévu n'est toujours pas sorti.

## Discographie

### Albums
- Starlite Walker (1994)
- The Natural Bridge (1996)
- American Water (1998)
- Bright Flight (2001)
- Tanglewood Numbers (2005)
- Lookout Mountain, Lookout Sea (2008)

### EPs
- The Arizona Record (1993)
- Tennessee (2001)

### Singles
- Dime Map Of The Reef (1990)
- Silver Jews And Nico (1993)
- Blue Arrangements (1998)
- Send in the Clouds (1998)
- Hot as Hell (1999)

### Compilation
- Early Times (2012)

## Filmographie
- Silver Jew (2007)